# 张棉驿乡
张棉驿乡，是中华人民共和国甘肃省天水市张家川回族自治县下辖的一个乡镇级行政单位。

## 行政区划
张棉驿乡下辖以下地区：
张棉村、田湾村、庙川村、和平村、上蒋村、东峡村、周家村、喜湾村、马窑村、盘山村和先麻村。